# Râpa Taraclia
Râpa Taraclia este un monument al naturii de tip geologic sau paleontologic în raionul Căușeni, Republica Moldova. Este amplasat în partea de sud-est a satului Taraclia, pe malul stâng al râului Ceaga. Are o suprafață de 12 ha, sau 7,14 ha conform unor aprecieri mai recente. Obiectul este administrat de Primăria satului Taraclia.

## Istoric
Numită și „Râpa lui Vișan”, Râpa Taraclia a fost descoperită din întâmplare la începutul secolului al XX-lea de doi profesori ai Școlii de Meserii din localitate: K. Trofimovschi și N. Tarabuchin. Locul a fost vizitat în 1901 de paleontologul și geologul Vladimir Laskarev⁠(d) de la Universitatea din Novorossiisk (Odesa). În 1903 au fost efectuate primele săpături, de către doctorul în zoologie N. Goronovici de la Muzeul Național de Etnografie și Istorie Naturală din Chișinău, iar în anii 1907-1909 au avut loc cercetări mai ample, conduse de paleontologul I. P. Homenko, membru al Societății naturaliștilor din Basarabia (proaspăt înființată) cu sediul la Universitatea din Novorossiisk. Aflorimentul a căpătat recunoștință internațională datorită publicațiilor lui Homenko.
În anii 1950, în râpă au fost întreprinse cercetări suplimentare de către paleontologi de la Chișinău, Moscova și Odesa. Exponate provenind din amplasament au fost preluate și expuse de Muzeul de Paleontologie „A. A. Borissiak” al Institutului paleontologic al Academiei Ruse de Științe⁠(d), Muzeul de Paleontologie al Universității din Odesa, Muzeul de Geologie și Paleontologie al Universității din București și Muzeul Național de Etnografie și Istorie Naturală din Chișinău.

## Descriere

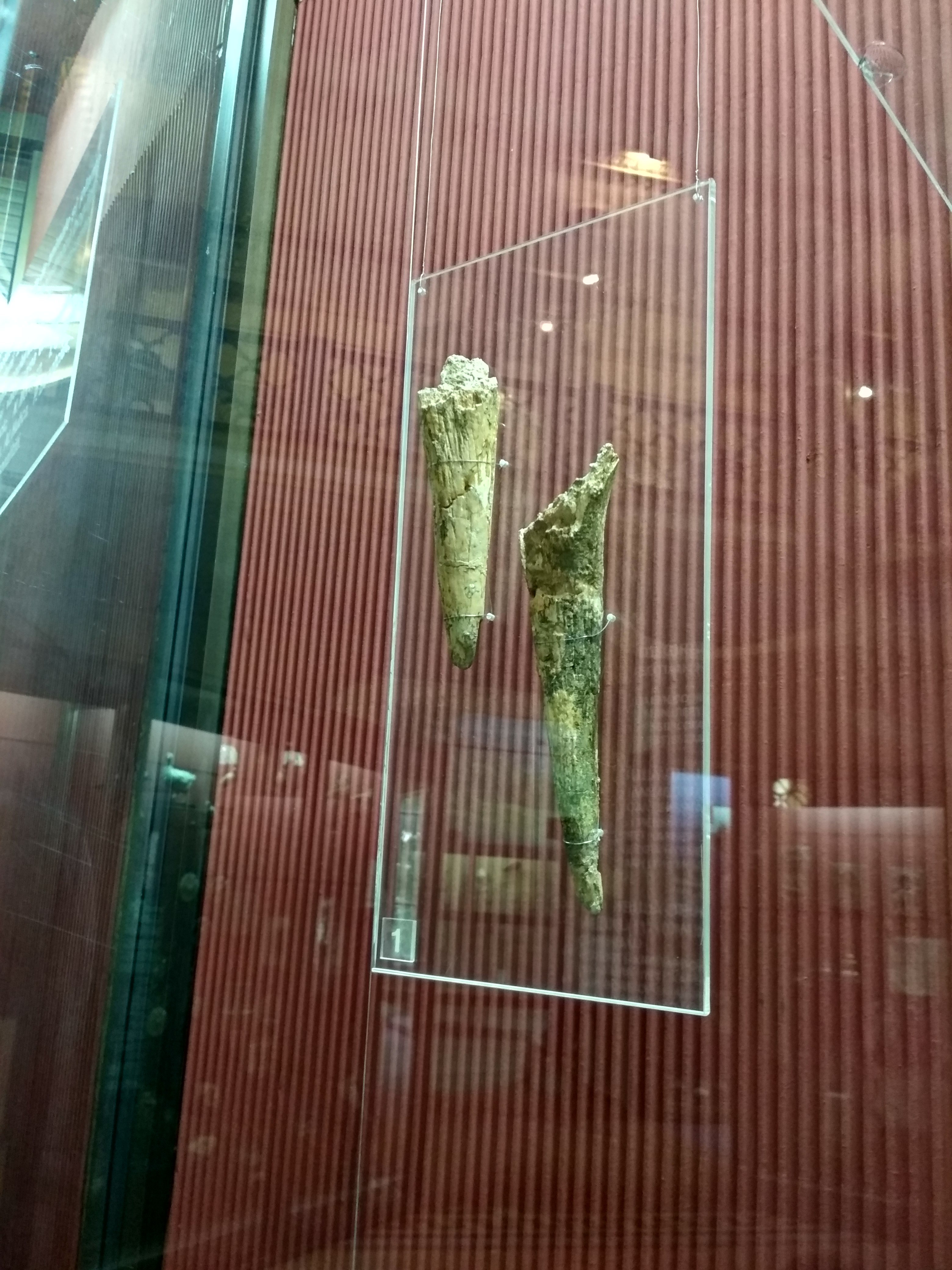
Coarne de girafă fosilă Palaeotragus rouenii (meoțian – 9-8 mln. ani), descoperite în râpa Taraclia. Exponat al Muzeului Național de Etnografie și Istorie Naturală din Chișinău

Situl găzduiește un strat de depozite argilo-nisipoase de vârstă meoțiană (7-6 milioane de ani) cu grosimea de cca 4 m. Au fost colectate fragmente mari de cranii, maxilare, măsele, oase ale membrelor. Osemintele provin de la reprezentanții a peste 40 de specii de vertebrate, printre care reptila Protestudo bessarabica, struțul Struthio sp., mamiferele Alilepus lascarevi, Castor cf. negletus, Ictitherium viverinum, Lycyaena choeretis, Machairodus giganteus, Deinotherium giganteum, Tetralophodon longirostris, Hipparion moldavicum, Aceratherium incisivum, Helladotherium duvernoyi, Procobus melania, Gazella deperdita etc.

## Statut de protecție
În 1913, la solicitarea Societății naturaliștilor din Basarabia, cuibul fosilifer de la Taraclia a fost declarat rezervație științifică protejată de stat, astfel devenind primul obiect paleontologic din fostul Imperiu Rus luat sub protecția statului. Statutul de protecție a fost reconfirmat prin Hotărîrea Sovietului de Miniștri al RSSM din 13 martie 1962 nr. 111, Hotărîrea Sovietului de Miniștri al RSSM din 8 ianuarie 1975 nr. 5 și Legea nr. 1538 din 25 februarie 1998 privind fondul ariilor naturale protejate de stat. Deținătorul funciar al monumentului natural este Primăria satului Taraclia.
Aria protejată are o valoare științifică mare, contribuind la studierea faunei de vertebrate terestre și a condițiilor geografice ale miocenului târziu din Republica Moldova. La nivel european, reprezintă un sit de reper pentru geologi și paleontologi.
Conform situației din anul 2016, nu avea instalat un panou informativ. Au fost semnalate gunoiști neautorizate în zona ariei protejate.